# Rebecca Gallantree
Rebecca Gallantree (19 de agosto de 1984) é uma saltadora britânica, especialista no trampolim.

## Carreira

### Rio 2016
Rebecca Gallantree representou seu país nos Jogos Olímpicos de Verão de 2016, na qual ficou em 6º no trampolim sincronizada com Alicia Blagg. 
No trampolim individual foi a 20º colocada, sendo eliminada na primeira fase.